# Suzhou számok
A szucsou-számrendszer (蘇州碼子, magyar akadémiai: szu-csou ma-ce, pinjin: sūzhōu mǎzi, Wade-Giles: suchou matzu) egy olyan számírási rendszer, amelyet Kínában használtak az arab számok bevezetése előtt. Ismert még huama (花碼, pinjin: huāmǎ; 'díszes számok') néven is.

## Történelem

Az ötös, illetve a kilences szucsou-számok az ezeknek megfelelő rúdszámok vízszintes alakjaiból eredeztethetőek.

A szucsou-számrendszer az egyetlen fennmaradt változata az egykori rúd számrendszernek. A rúd számrendszer egy helyi értékes kínai számrendszer, amit a matematikában alkalmaztak. A szucsou-számok a rúdszámok Szung-dinasztiabeli változatából alakultak ki.
A szucsou-számokat gyorsírásként alkalmazták olyan kereskedelmi területeken, ahol szükséges volt nagy mennyiségű szám kezelése, mint például a könyvelésnél. Ugyanakkor az általános kínai számokat használták a formális írásban, hasonlóan ahhoz, ahogyan az angolban tagolják a kimondott számokat. A szucsou-számok egykor népszerűek voltak a kínai piacokon (például Hongkongban) a helyi szállítással együtt, az 1990-es évek előtt, ám fokozatosan kiszorították az arab számok. Ezen folyamat hasonló ahhoz, ami Európában lezajlott a római számokkal, amiket az ókorban, illetve a középkorban alkalmaztak kereskedelmi és matematikai célokra. Napjainkban a szucsou-számrendszert piacokon, illetve hagyományos kézírásos számlákon használják árak feltüntetésére.

## Számjegyek
A szucsou-számrendszerben speciális szimbólumokat használtak a számjegyek jelölésére a kínai írásjegyek helyett. Ezen számjegyeket az Unicode-rendszerben az U+3021 és az U+3029 közötti kódok jelölik.
| Szám | Szucsou  | Szucsou | CJK-ideogrammák | CJK-ideogrammák |
| Szám | Írásjegy | Unicode | Írásjegy        | Unicode         |
| ---- | -------- | ------- | --------------- | --------------- |
| 0    |          |         | 〇              | U+3007          |
| 1    | 〡       | U+3021  | 一              | U+4E00          |
| 2    | 〢       | U+3022  | 二              | U+4E8C          |
| 3    | 〣       | U+3023  | 三              | U+4E09          |
| 4    | 〤       | U+3024  | 四              | U+56DB          |
| 5    | 〥       | U+3025  | 五              | U+4E94          |
| 6    | 〦       | U+3026  | 六              | U+516D          |
| 7    | 〧       | U+3027  | 七              | U+4E03          |
| 8    | 〨       | U+3028  | 八              | U+516B          |
| 9    | 〩       | U+3029  | 九              | U+4E5D          |

Az egyes, kettes és hármas számot függőleges egyenesekkel jelölik. Adott számok egymás mellé kerülése esetén ezen gyakorlat akadályozhatja a megértést. Ilyen esetekben szabványos kínai írásjegyeket alkalmaznak a félreértést elkerülendő. Például a 21-et a 〢一  jellel jelölik a  〢〡 helyett, ami összetéveszthető a 3-as számmal (〣). Időnként az ilyen sorozatok első karaktere szucsou-számjegy, míg a második karakter kínai ideogramma.

## Jelölések
A számjegyek helyi értékesek. A teljes numerikus jelölési rendszert két sorba írják, így jelölvén a számértéket, a nagyságrendet, illetve a mértékegységet. A rúd számrendszert követve a szucsou-számokat vízszintesen, balról jobbra írják, függőlegesen írt dokumentumon belül is.
| 〤 | 〇 | 〢 | 二 |
| 十 | 元 |    |    |

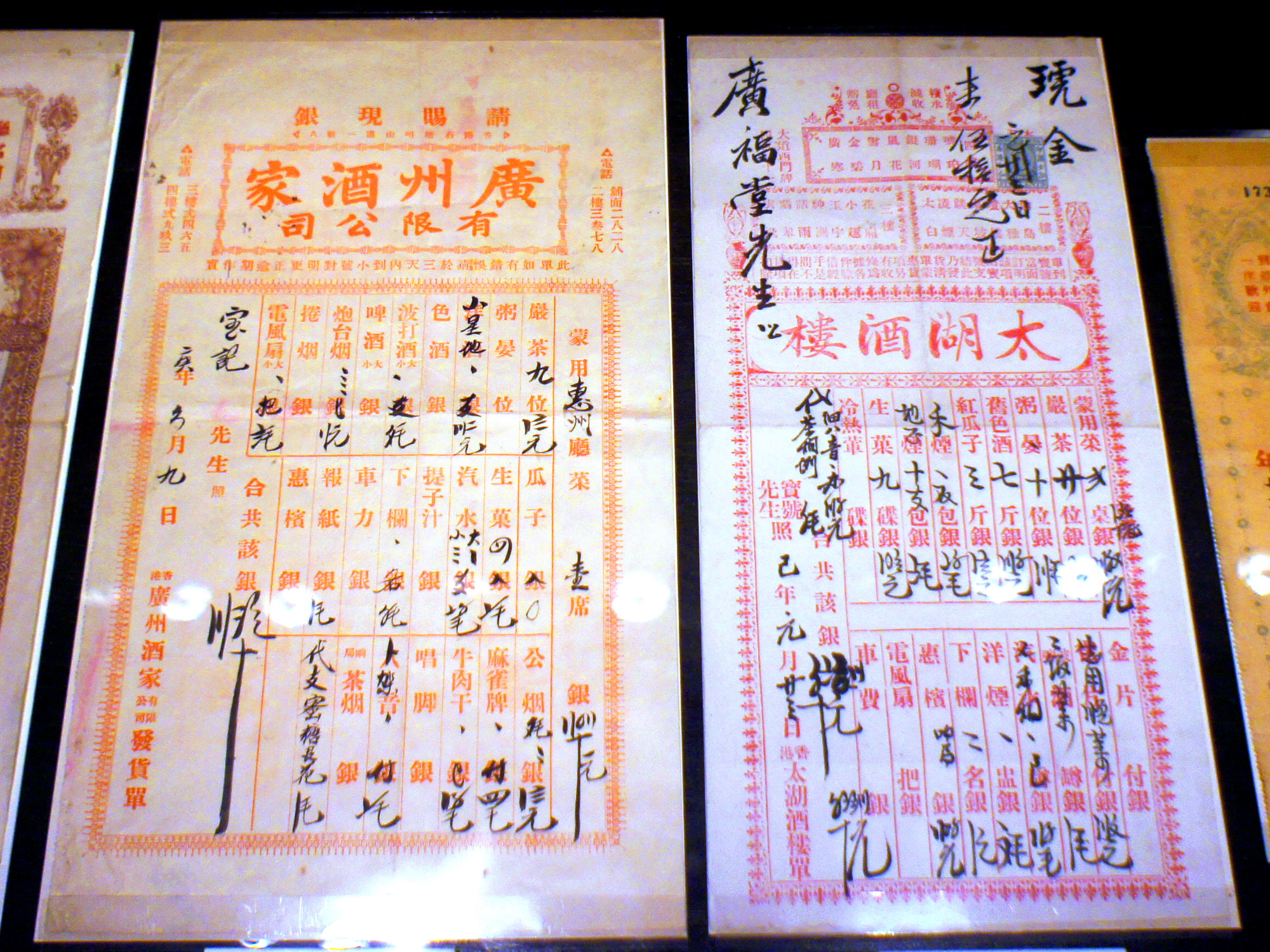
Szucsou-számok éttermi vacsoraszámlákon az 1910-es, 1920-as évekből. Noha a számlák hagyományos - függőlegesen, jobbról balra - írásmóddal kerültek rögzítésre, a szucsou-számok, amikkel a mennyiségeket rögzítették, balról jobbra tartó vízszintes írásmóddal íródtak.

Az első sor számértékeket jelöl, a  〤〇〢二  például  4022-nek felel meg. A második sor kínai karakterekből áll, amik az első számjegy nagyságrendjét és mértékegységét jelölik. Jelen esetben a 十元, ami azt jelenti: tíz jüan. A teljes rendszer a következőképp olvasandó: 40.22 jüan.

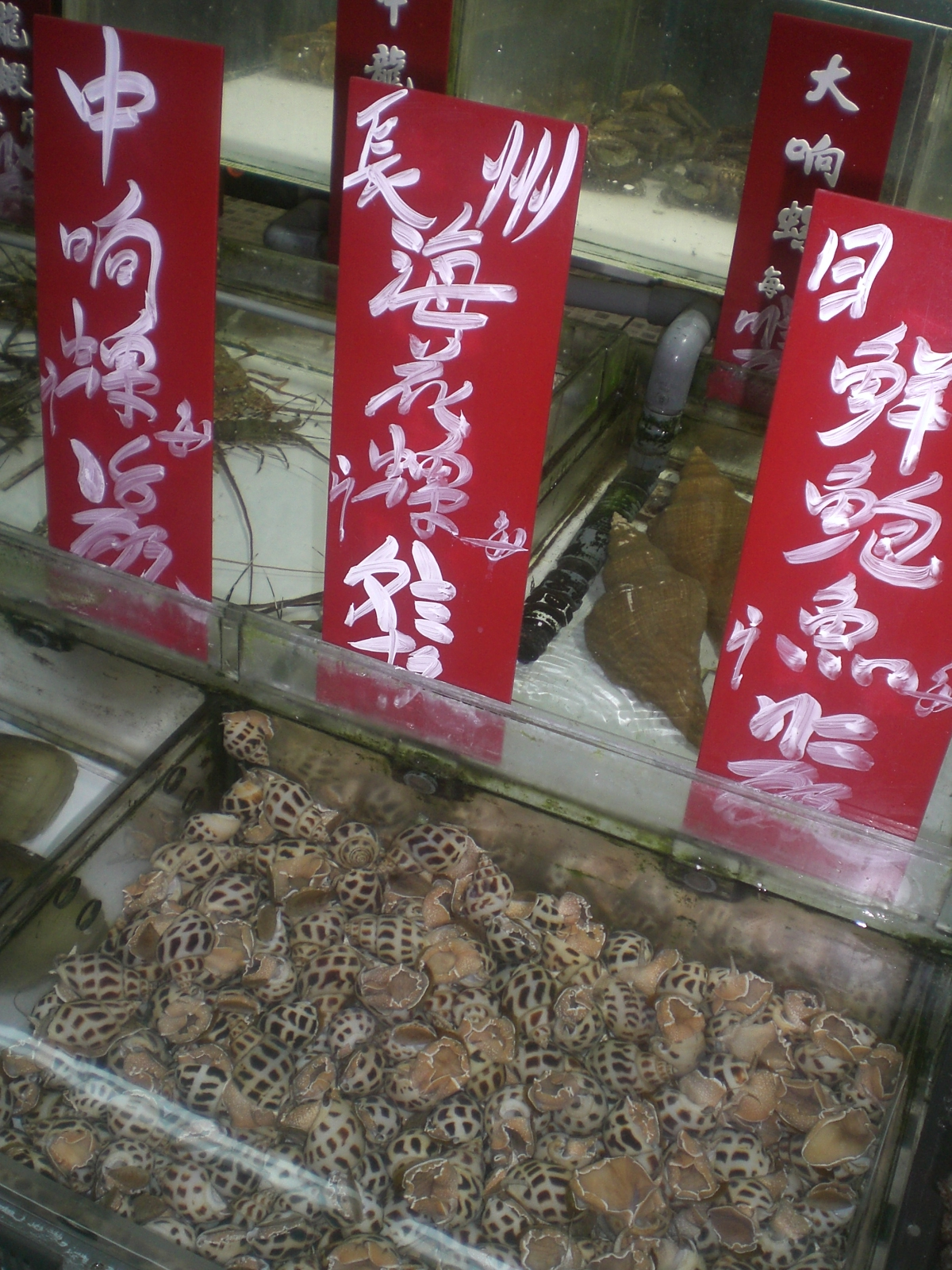
Szucsou-számok a piacon Van-csajban.

A nagyságrendet jelölő lehetséges írásjegyek:
- csien (千, qiān) mint ezer
- paj (百, bǎi) mint száz
- si (十, shí) mint tíz
- üresen hagyva az egynek felel meg

A mértékegységet jelölő lehetséges írásjegyek:
- jüan (元, yuán) mint dollár
- mao (毫 / 毛, máo) mint tíz cent
- li (里, lǐ) mint kínai mérföld [500 m]

A numerikus rendszer tizedesvesszőt már tartalmazza, ha az első számjegy a tízes helyi értéken áll. A nullát az annak megfelelő jellel jelölik (〇). Kezdő- és záró nullák alkalmazása szükségtelen.
Ez a rendszer párhuzamba állítható a lebegőpontos számok modern tudományos jelölésével (normálalak), ahol a lényeges számjegyek a mantisszában vannak feltüntetve, a nagyságrend pedig a kitevőben. Továbbá a mértékegység az első számjegy-mutatóval, rendszerint a számok sorának közepéhez van igazítva.

## Helytelen elnevezés
Az Unicode-szabvány 3.0 változatában a számjegyek helytelenül a hangcsou elnevezést kapták. Az Unicode-szabvány 4.0 változatában közleményt adtak ki a hibáról:

„A Suzhou számok (kínai su1zhou1ma3zi) speciális numerikus formák, melyet kereskedők használnak az árak feltüntetésére. A "HANGZHOU" használata egy elírás.”

Az Unicode-szabványban minden hangcsou-ra mutató hivatkozás szucsou-ra lett javítva, kivéve a számjegyek neveit, amiket az Unicode állandósági elve miatt nincs mód megváltoztatni. A BBC 2010-es televíziós sorozatában, a Sherlockban A vak bankár (The Blind Banker) című epizódban, Sherlock Holmes helytelenül hangcsou-számrendszerként hivatkozik rá.

## Szúcsúma
A szúcsúma ( スーチューマ, sūchūma) egy japán számírási rendszer, ami a kínai szucsouma-ra (蘇州碼) vezethető vissza. Okinava egyes területein a Meidzsi-korszak közepéig használatban volt. A jelek vidékenként eltértek, 13 változatot tartanak számon.